# Sechura-Blattohrmaus
Die Sechura-Blattohrmaus (Paralomys gerbillus) ist eine in Peru lebende Nagetierart aus der Gruppe der Neuweltmäuse.
Der vereinzelt vorkommende Name Peru-Blattohrmaus wird auch für die Freundliche Blattohrmaus (Phyllotis amicus) benutzt. 
Diese Tiere erreichen eine Kopf-Rumpf-Länge von 7 bis 11 Zentimetern, der Schwanz ist rund 7 bis 12 Zentimeter lang. Das Fell ist an der Oberseite ockerbraun gefärbt, durchsetzt mit schwarzen oder dunkelbraunen Haaren, die Unterseite ist weiß oder beige. Die Ohren sind sehr groß, sie erreichen bis zu 27 Prozent der Kopfrumpflänge. Die Hinterbeine sind verlängert.
Diese Tiere sind in der peruanischen Region Piura beheimatet, wo sie Wüstengebiete bewohnen. Über ihre Lebensweise ist kaum etwas bekannt.
Der taxonomische Status dieser Art ist umstritten. Sie bildet die einzige Art der Gattung Paralomys, wird aber häufig in die Gattung der Blattohrmäuse (Phyllotis) eingeordnet. Die Unterschiede zu dieser Gattung liegen im Bau der Molaren und in Details im Schädelbau.
Die IUCN stuft die Art, die sie in Phyllotis eingliedert, als „nicht gefährdet“ (least concern) ein.